# Drassyllus talus
Drassyllus talus Platnick & Shadab, 1982 è un ragno appartenente alla famiglia Gnaphosidae.

## Etimologia
Il nome proprio deriva da un'arbitraria combinazione di lettere, come indicato dallo stesso descrittore nella pubblicazione.

## Caratteristiche
Fa parte dell'insularis-group di questo genere: ha varie somiglianze con D. chibus, D. eurus e D. ojus; se ne distingue per l'apofisi tegolare alquanto corta e stretta dei maschile e per il margine anteriore dell'epigino altrettanto stretto.
L'olotipo femminile più grande rinvenuto ha lunghezza totale è di 5,90mm; la lunghezza del cefalotorace è di 2,43mm; e la larghezza è di 1,80mm.

## Distribuzione
La specie è stata reperita nel Messico settentrionale: all'estremità occidentale di Punta Banda, nello stato della Bassa California. Altri esemplari sono stati reperiti nello stato attiguo della Bassa California del Sud.

## Tassonomia
Al 2015 non sono note sottospecie e dal 1982 non sono stati esaminati nuovi esemplari.